# Microchess
Microchess è un videogioco di scacchi pubblicato a partire dal 1976 per i microcomputer MOS KIM-1 e Sol Terminal Computer e a partire dal 1978 per diversi home computer: nella versione Microchess 1.5 per TRS-80 e nella versione Microchess 2.0 per Apple II, Atari 8-bit, Commodore PET e TRS-80 Color Computer.

## Modalità di gioco
La prima versione per microcomputer si basa su semplici terminali di testo (un display a sette segmenti nel caso di KIM-1), perciò il giocatore inserisce da tastiera un codice che rappresenta la sua mossa e riceve in uscita il codice della successiva mossa del computer. Il giocatore deve rappresentarsi da solo la situazione attuale della scacchiera, ad esempio muovendo a mano i pezzi su una scacchiera vera.
Si possono selezionare 3 livelli di difficoltà, proporzionali al tempo di calcolo delle mosse, e 5 aperture.
Non c'è un controllo automatico della validità delle mosse del giocatore, che di fatto può muovere anche pezzi avversari e in qualunque posizione. Alcune mosse particolari come l'arrocco non sono supportate, ma è possibile realizzarle manualmente facendo più azioni consecutive.
Nelle versioni per home computer viene mostrata la scacchiera bidimensionale, disegnata con caratteri nel caso di TRS-80 e PET, o con grafica vera e propria negli altri casi. Il giocatore umano è schierato sempre in basso e il computer sempre in alto, se si cambia il colore controllato dal giocatore la scacchiera viene invertita.
I comandi vengono dati sempre da tastiera, con codici più leggibili, ad esempio "A2A4" per muovere un pezzo dalla casella A2 alla casella A4. Tutte le mosse degli scacchi normali sono supportate. La validità delle mosse viene controllata, ma con appositi codici resta possibile anche fare modifiche libere.
Microchess 2.0 aumenta a 8 i livelli di difficoltà ("IQ" che sta per quoziente d'intelligenza), modificabili anche durante la partita.

## Storia
Microchess venne realizzato dal programmatore canadese Peter Jennings nel 1976 su MOS KIM-1, con poco più di 1kB di memoria. Il motore scacchistico, anche al maggior livello di difficoltà, non era molto abile, ma poteva giocare decentemente. A fine 1976 Jennings cominciò a pubblicizzare sulla stampa di settore la vendita per corrispondenza del programma. Il volume di ordini divenne notevole e nel 1977 Jennings fondò a Toronto la piccola azienda di software Micro-Ware Limited che divenne l'editrice di Microchess.
Chuck Peddle di MOS Technology, creatore del KIM-1, offrì a Jennings di acquistare i diritti sul gioco. Questi rifiutò, ritenendo più redditizia la pubblicazione autonoma. La scelta era coraggiosa, perché all'epoca non c'era ancora una vera industria del software distinta da quella dell'hardware.
In seguito Jennings, insieme a Dan Fylstra, fondò la Personal Software, casa editrice di software specializzata nella pubblicazione di giochi di autori indipendenti, che in seguito sarebbe divenuta VisiCorp, nota per la pubblicazione di VisiCalc. Grazie a Microchess per gli home computer la Personal Software guadagnò il suo primo milione di dollari. Innovò inoltre il metodo di imballaggio nell'industria del software, che prima di Microchess consisteva perlopiù in artigianali buste e fotocopie, mentre i giochi Personal Software erano forniti in scatole di cartone colorato.
Microchess fu il primo pacchetto software a superare il limite, allora detto "cassetta d'oro", di 50 000 copie vendute.
Anche il campione di scacchi Bobby Fischer volle sfidare ufficialmente Microchess, e ovviamente lo sbaragliò con poco sforzo, ma fu comunque grande pubblicità per il gioco.